# K.k. österreichische Staatsbahnen
De k.k. österreichische Staatsbahnen ook wel k.k. Staatsbahnen, afgekort kkStB was de staatsspoorwegmaatschappij van het  Cisleithanische deel van Oostenrijk-Hongarije

## Geschiedenis
De k.k. Staatsbahnen werd opgericht in 1884 in de nasleep van de noodnationalisatie van de economisch zwakke spoorwegen in het Oostenrijkse deel van Oostenrijk-Hongarije. Dit was het rechtstreekse gevolg van de economischecrisis van 1873, die een wijziging in het overheidsbeleid ten aanzien van de spoorwegen veroorzaakte. De Rakonitz–Protivíner Bahn was vervolgens de eerste spoorweg die door de overheid werd aangelegd. Na de oplevering in 1876 werd de exploitatie toch aan een privébedrijf overgelaten. 
Voor de Staatsspoorwegen werd op 1 januari 1884 het directoraat generaal kaiserlich-königliche Staatsbahnen opgericht als onderdeel van het k.k. Handelsministerie. In 1896 werd in Cisleithanië het directoraat generaal vervangen door het k.k. Eisenbahnministerium dat tot 1918 heeft bestaan. Het ministerie leidde spoorwegen rechtstreeks, zonder tussenkomst van een directeur. De spoorwegminister werd doorgaans gekozen uit de topambtenaren van het ministerie.

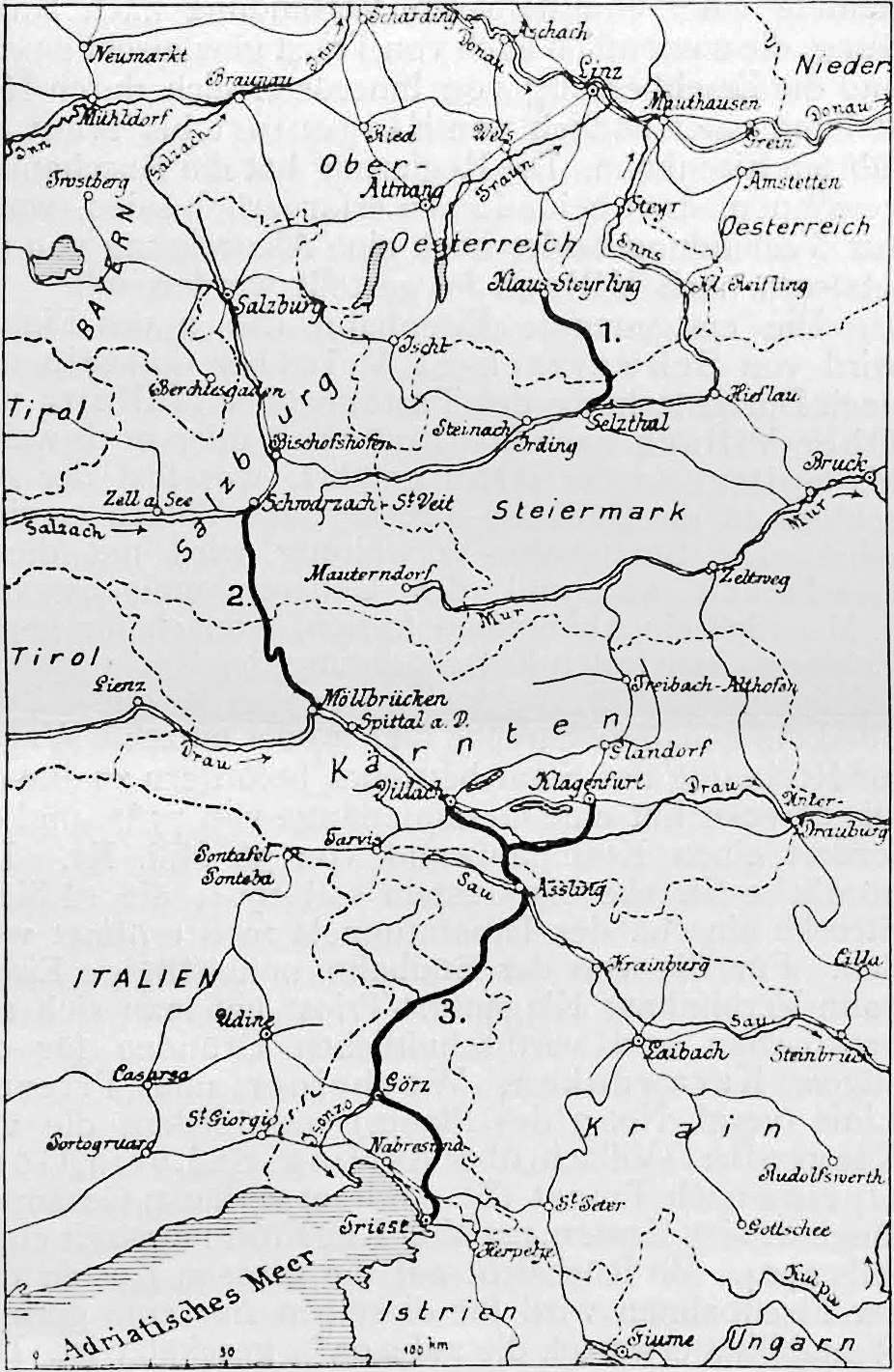
Kaart uit 1901 met de Neue Alpenbahnen als verbetering van de noord-zuidverbindingen met Triëst. 1)Phyrnbahn, 2)Tauernbahn, 3)Karawankenbahn met de aansluitende Wocheiner en Karstbahn

Omdat in bijna heel Europa een systeem van staatsspoorwegen ontstond werden vanaf de jaren 80 van de negentiende eeuw vele private Oostenrijkse spoorwegbedrijven systematisch volgens plan genationaliseerd. Hieronder waren ook zeer grote bedrijven zoals de Kaiser-Ferdinands-Nordbahn. 
Door de overheid werd een nieuwbouwprogramma gestart waardoor het net van de kkStB aanzienlijk werd uitgebreid. Voorbeelden hiervan zijn de Böhmisch-Mährische Transversalbahn dat tussen 1887 en 1889 werd uitgevoerd waarmee een nieuwe oost-westverbinding in de kroonlanden Bohemen en Moravië tot stand kwam, en het begin twintigste eeuw uitgevoerde project Neue Alpenbahnen met als doel de zeehaven in Triëst beter bereikbaar te maken. Hiervoor werden diverse noord-zuidverbindingen door de Alpen aangelegd, zoals de Tauernbahn, de Karawankenbahn, de Wocheiner Bahn (incl. Karstbahn), de Pyhrnbahn en de Wechselbahn. 
In 1891 had  kkStB een spoorwegnet van 7.132 km (van totaal 28.066 spoor-km in geheel Oostenrijk-Hongarije), 1378 Lokomotiven, 3195 Rijtuigen en 25.883 Goederenwagons, waarmee 31,9 miljoen reizigers en 16,9 miljoen ton goederen werd vervoerd. Tot de ineenstorting van de Monarchie in 1918 groeide het net uit tot 19.000 km.
De k.k. österreichischen Staatsbahnen waren lid van de in 1847 in Pest opgerichte Verein Deutscher Eisenbahnverwaltungen, die normen voor spoorwegtechniek en reglementering opstelde en meewerkte aan de internationale coördinate van de deinstregelingen.

### Genationaliseerde spoorwegen
De belangrijkste genationaliseerde spoorwegmaatschappijen waren:
- Böhmische Commercialbahnen (BCB)
- Böhmische Nordbahn (BNB)
- Böhmische Westbahn (BWB)
- Bozen-Meraner Bahn (BMB)
- Bukowinaer Lokalbahnen (BLB)
- Dniester Bahn (DB)
- Dux-Bodenbacher Eisenbahn (DBE)
- Eisenbahn Pilsen-Priesen-Komotau (EPPK)
- Erzherzog Albrecht-Bahn (EAB)
- Galizische Carl Ludwig-Bahn (CLB)
- Kaiser Ferdinands-Nordbahn (KFNB)
- Kaiser Franz Joseph-Orientbahn (KFJOB)
- Kaiser Franz Joseph-Bahn (KFJB)
- Kaiserin Elisabeth-Bahn (KEB)
- Kronprinz Rudolf-Bahn (KRB)
- Kremstalbahn (KTB)
- Mährisch-Schlesische Centralbahn (MSCB)
- Mährische Grenzbahn (MGB)
- Mühlkreisbahn
- Niederösterreichische Südwestbahnen (NÖSWB)
- Österreichische Lokal-Eisenbahn-Gesellschaft (ÖLEG)
- Österreichische Nordwestbahn (ÖNWB)
- Prag-Duxer Eisenbahn (PDE)
- Staats-Eisenbahn-Gesellschaft (StEG)
- Vorarlberger Bahn (VB)

## Het einde van de k.k. Staatsbahnen
Na het einde van de Eerste Wereldoorlog in november 1918 werden de spoorlijnen en het materieel van de kkStB opgedeeld tussen de opvolgende staten; Republiek Duits-Oostenrijk, Tsjechoslowakije, Polen, Italië, Roemenië en SHS-land (na 1929 Joegoslavië). 
De boedel van de kkStB ging naar de volgende Staatsspoorwegen:
- Oostenrijk: Deutschösterreichische, na 21 november 1919 Österreichische Staatsbahnen (ÖStB), na 19 juli 1923 Österreichische Bundesbahnen (BBÖ)
- Polen: Polskie Koleje Państwowe (PKP)
- Tsjechoslowakije: Československé státní dráhy (ČSD)
- Joegoslavië: Jugoslovenske državne železnice (JDŽ)
- Italië: Ferrovie dello Stato (FS)
- Roemenië: Căile Ferate Române (CFR)